# Bruce Coville
Bruce Coville (Syracuse (New York), 16 mei 1950) is een Amerikaans schrijver van kinder- en jongvolwassenenboeken. Hij werd geboren in Syracuse in de staat New York en is daar blijven wonen, behalve toen hij aan de Duke Universiteit in New York ging studeren.
Christopher Paolini, bekend van Eragon, noemde Coville ooit eens 'een van zijn grootste inspiratiebronnen'. Vooral diens Jeremy Tatcher, Dragon Hatcher bracht hem op het idee voor zijn vierdelige boekencyclus.

## Jeugdjaren
Coville groeide op een paar kilometer buiten de stad Phoenix in NY. Als kind was Coville een gretig lezer. Vooral Mary Poppins, Dr. Dolittle en andere series als Nancy Drew en The Hardy Boys vond hij fantastisch. Toen hij in de zesde graad zat ontdekte hij zijn passie voor het schrijven en op zeventienjarige leeftijd begon hij serieus over een toekomst als auteur na te denken.

## Prijzen
- California Young Reader Medal 1996-97, Jennifer Murdley's Toad
- Giverny Award, The Prince of Butterflies
- Knickerbocker Award for Juvenile Literature 1997